# Промиване на мозъци
Промиване на мозъци (на английски: brainwashing, от китайското xǐ năo 洗脑), управление на съзнанието (на английски: mind control), насилствено убеждение (на английски: coercive persuasion), управление на мисленето (на английски: thought control), преобразуване на мисленето (на английски: thought reform) (още идеологическа обработка, зомбиране, мозъчно промиване) е понятие, с което се обозначат различни тактики за контролиране на масовото съзнание. Промиването на мозъци е прилагане на манипулативни методи при опит да се измени мисленето, поведението, вярванията, емоциите или на процеса за вземане на решения на човека, против волята и желанието му.
За популярни методи в демократичните общества се считат пропагандата чрез средствата за масова информация, а при тоталитарните общества – насилието.

## Произход на термина
Терминът „промиване на мозъци“ възниква през 1950-те години. Това понятие е тясно свързано с развитието и разпространението на държавната пропаганда. Определен термин обаче е нямало до момента, в който тези най-ранни методики не са усъвършенствани в Китайската народна република (КНР) за използването им в борбата против вътрешните класови врагове и чуждите нашественици. До този момент всички описания се свеждат само до конкретни определени методики. Като един от класическите примери за такава симбиоза може послужи произведението на Джордж Оруел „1984“.

### В Китай
Китайският термин си нао (на китайски: 洗脑, буквално „промиване на мозъци“) отначало се отнася към онези методи за принудително убеждаване, които са използвани за „изкореняване“ на така наречения „феодален“ начин на мислене на китайските граждани, възпитани още в дореволюционната епоха. На Запад подобен термин отначало се използва в САЩ през 1950-те години в периода на Корейската война при описване на методите, с помощта на които китайските комунисти целят да постигнат дълбоки поведенчески промени у чуждестранните затворници, за да потиснат волята на затворниците да се съпротивляват.
Въпреки че промиването на мозъците на затворниците от войските на ООН в периода на Корейската война донася на китайската страна известна пропагандна изгода, основната полза е възможността значително да се увеличи контролът над максимално количество затворници при сравнително неголям брой охраняващи, което позволява да се освободят други китайски войници за участие в бойни действия.
Впоследствие, след Корейската война, терминът „промиване на мозъците“ по ред причини се изпълва със съвършено друго съдържание и започва да се прилага по отношение на всевъзможни методики за принудително убеждаване, в това число по отношение на използването на политическа пропаганда и идеологическа обработка.

## Противодействие
Форма на противодействие е критичният анализ на постъпваща информация, както и анализ на получената информация от различни независими източници и първоизточници.